# Honda F20C
El F20C y el F22C1 son motores de 4 cilindros en línea producidos por Honda. Son los pocos motores de 4 cilindros de Honda que están diseñados para colocarse en posición longitudinal y tracción trasera.
Estos motores tienen escasa relación con los motores de serie F que se produjeron a mediados de los años 90 para vehículos como el Honda Accord y el Honda Prelude. Para sacar el máximo provecho a este motor de tamaño compacto, los ingenieros de Honda utilizaron tecnología proveniente de los motores de Honda Racing. El F20C y F22C1 tienen dos árboles de levas de con seguidores de rodillo, sistema VTEC, tanto para el árbol de la admisión y como para el árbol de levas de escape, camisas de cilindro reforzadas con compuesto de fibra (FRM), recubierto de los segmentos del pistón de Disulfuro de molibdeno para reducir la fricción y utiliza una cadena de distribución.
El sistema VTEC consta de dos cámaras de la leva separadas. No se utiliza la sincronización de levas variable. Los seguidores de rodillos se utilizan para reducir la fricción en el tren de válvulas. Los balancines se construyen utilizando moldeo por inyección de metal.
El bloque de este motor está construido de aluminio con camisas de metal reforzado con fibras. Una cadena de distribución gestiona el control de apertura de válvulas y giro del cigüeñal. Los pistones son de aluminio forjado. El diseño, con una cilindrada reducida (2000 cc) para una rápida respuesta del motor, y desde 2003 equipado con un volante de inercia de tan solo 6,35 kg (14,0 libras). También lleva un catalizador de alto flujo, que disminuye en gran medida las emisiones en frío.

## F20C
- Encontrado en:
  - Honda S2000 1999-2005 (Japón)
  - Honda S2000 2000-2003 (F20C1) (América del Norte)
  - Honda S2000 1999-2009 (Reino Unido, Europa, Australia )
    - Longitud de biela: 153 mm (6 pulgadas)
    - Relación de biela/carrera: 1.82
    - Potencia:
      - Japón: 250 CV (184 kilovatios) @ 9200 rpm
      - EE. UU.: 240 HP (179 kilovatios) @ 8300 rpm

    - Par:
      - Japón: 22,2 kgm (218 Nm; 161 lb-ft) @ 7500 rpm
      - EE. UU.: 21,2 kgm (207 Nm; 153 lb-ft) @ 7500 rpm

    - Línea Roja: 8900 rpm
    - Accionamiento del VTEC: 6100 rpm

El F20C fue diseñado con capacidad de alcanzar un régimen de rpm muy elevado, para lograr una mayor potencia; la línea roja está a 8.900 rpm, con un accionamiento del VTEC a 6000 rpm. Con una carrera relativamente larga (de 84 mm) da como resultado una velocidad de pistón de media de 4965 ft/m, or 25 m/s, el segundo más alto que cualquier otro coche de producción hasta la fecha, solo es superado por el Audi RS4 B7 (2006-2008). La potencia del F20C es de 240 CV (177 kilovatios) a 8.300 rpm en América del Norte y Europa. La versión japonesa, que tiene una mayor relación de compresión y es capaz de rendir 250 CV (184 kilovatios) a 8.600 rpm. El motor F20C de Honda estuvo en la lista de "Lista Ward de los 10 Mejores Motores" en cuatro ocasiones, en 2000, 2001, 2002 y 2003.
El motor tiene una cilindrada exacta de 1997 cc, haciendo referencia al nombre del modelo que lo lleva, el Honda S2000. Este método de asignación de nombres sigue la categorización con el resto de los roadsters Honda S (es decir, Honda S500, Honda S600 y Honda S800).
El F20C produce tiene la relación potencia/cilindrada más alta de un motor de aspiración natural en un coche de un precio inferior a 100.000$, con una relación de 123,5 CV (90,8 kilovatios) por litro, por delante del motor SR16VE N1 de Nissan que se encuentra en la versión japonesa del Nissan Pulsar que produce 197 CV (144,9 kilovatios) y una relación de 123,45 CV (90,8 kilovatios) por litro. El F20C tenía el récord de relación potencia/cilindrada más alta de un motor de aspiración natural de producción de serie, hasta que Ferrari lanzó el 458 Italia y el Porsche 911 GT3 RS lanzados en 2010 y 2011, que producen una relación de 124,5 CV/L y 125 CV/L respectivamente.

## F22C1
- Encontrado en:
  - Honda S2000 2004-2009 (EE. UU.)
  - Honda S2000 2006-2009 (Japón)
    - Potencia: 237 HP (177 kilovatios) @ 7800 rpm
    - Par: 22,4 kgm (220 Nm; 162 lb-ft) @ 6500 rpm

En 2004 , Honda produjo un motor con carrera aumentada respecto al F20C, hasta 90,7 mm (3,57 pulgadas), aumentando la cilindrada en 160 cc hasta alcanzar 2.157 cc. Llamado F22C1, fue diseñado originalmente para el mercado de América del Norte introducido en el modelo del Honda S2000 del año 2004. La potencia de salida fue de 237 HP (177 kilovatios) @ 7800 rpm. El par motor aumentó hasta 21,2 kgm (207 Nm; 153 lb-ft) @ 7500 rpm. La línea roja se redujo de 8.900 rpm a 8.000 rpm, debido al aumento de la carrera de los pistones. Salida de potencia de pico es idéntica al F20C.
El F22C1 se utilizó exclusivamente en el mercado de América del Norte en 2004 y 2005 junto con el F20C que se utilizó en el resto de los mercados. En 2006, el motor reemplazo totalmente a los motores F20C en el mercado japonés, así que se trajo una caída de la potencia nominal de 250 CV (184 kilovatios) a 242 HP (180 kilovatios). Fuera de Japón y Estados Unidos, el F20C continuó siendo el único motor disponible.